# محمد سيف الدين
محمد سيف الدين (مواليد عام 1965 في دمشق) محام وسياسي سوري شغل منصب وزير الشؤون الاجتماعية والعمل في حكومة حسين عرنوس الثانية من 10 آب 2021 إلى 29 آذار 2023

## نُبذة
حاصل على الإجازة جامعية في الحقوق من جامعة دمشق عام 1992
- معاون وزير الأشغال العامة والإسكان للشؤون القانونية والخدمات من عام 2012.
- مدير للشؤون الإدارية لدى وزارة الأشغال العامة من عام 2004 وحتى عام 2012.